# Стерлингтон (Луизијана)
Стерлингтон (енгл. Sterlington) град је у америчкој савезној држави Луизијана.

## Демографија
По попису из 2010. године број становника је 1.594, што је 318 (24,9%) становника више него 2000. године.
| Група             | 2000.         | 2010.         |
| Белци             | 1.059 (83,0%) | 1.223 (76,7%) |
| Афроамериканци    | 159 (12,5%)   | 269 (16,9%)   |
| Азијати           | 3 (0,2%)      | 12 (0,8%)     |
| Хиспаноамериканци | 52 (4,1%)     | 63 (4,0%)     |
| Укупно            | 1.276         | 1.594         |